# جفرسون مونترو
جفرسون انتونیو مونترو ویته (اسپانیایی: Jefferson Antonio Montero Vite‎؛ زاده ۱ سپتامبر ۱۹۸۹) بازیکن فوتبال اهل اکوادور است.
وی همچنین در تیم ملی فوتبال اکوادور بازی کرده‌است.